# Nymphon parum
Nymphon parum is een zeespin uit de familie Nymphonidae. De soort behoort tot het geslacht Nymphon. Nymphon parum werd in 1991 voor het eerst wetenschappelijk beschreven door Stock. 